# Inundações no Brasil

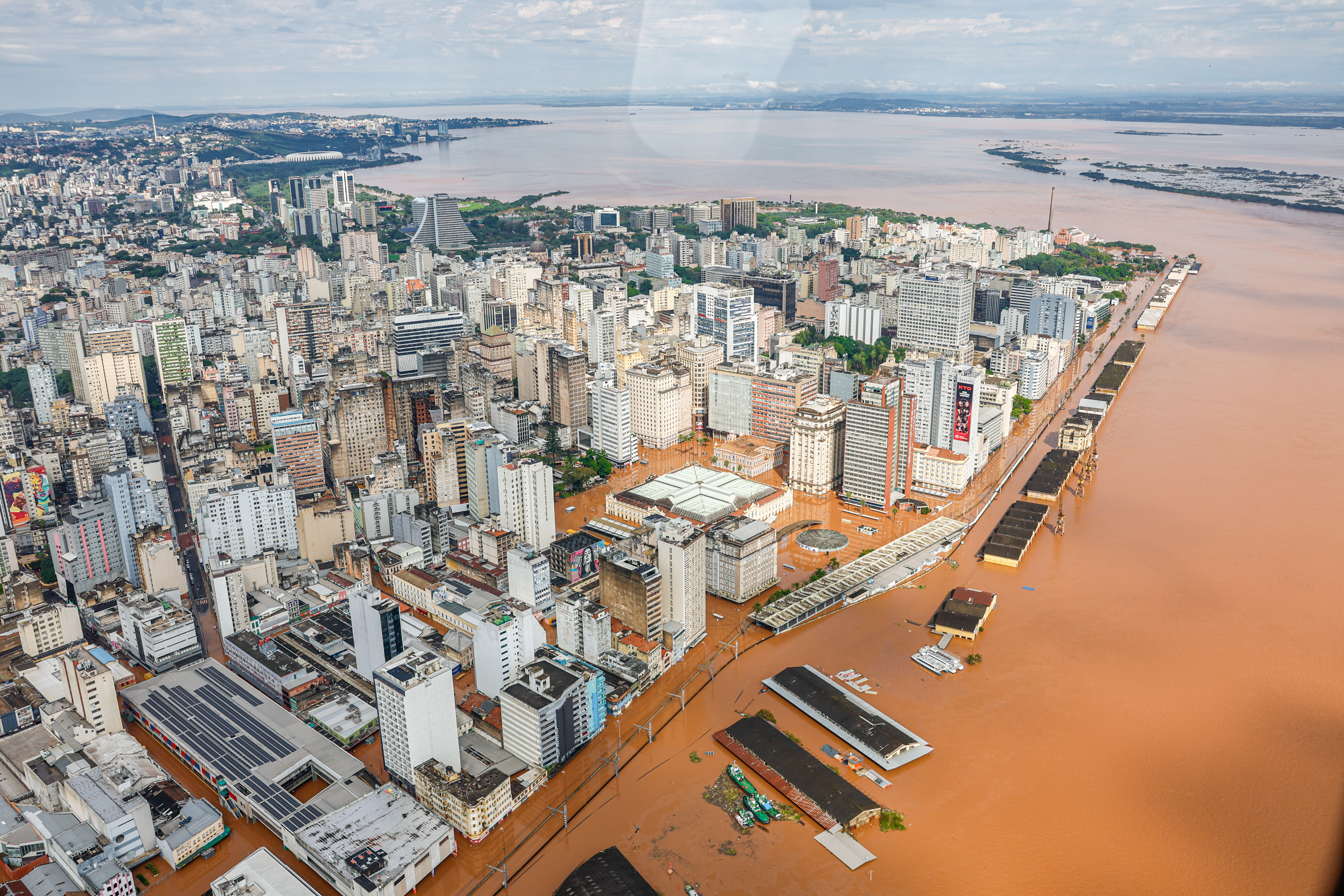
Centro de Porto Alegre inundado em 5 de maio de 2024.

As inundações no Brasil são fenômenos que ocorrem em mais diversas regiões do país, caracterizados por situações provocadas geralmente por chuvas intensas e contínuas. O fenômeno é frequente e pode ser o resultado de uma chuva que não foi suficientemente absorvida pelo solo e outras formas de escoamento, causando transbordamentos. Normalmente as maiores proporções de alagamentos ocorrem em áreas urbanas, tornando-se verdadeiras conturbações e problemas nas grandes cidades brasileiras, como historicamente acontece na maior cidade do Brasil, São Paulo.
Popularmente usa-se o termo enchentes, que é geralmente, uma situação natural de transbordamento de água do seu leito original. Já as inundações, que podem também ser denominadas de alagamentos, estão relacionadas diretamente com a população, causando danos, prejuízos e modificações dos elementos naturais e artificiais de um aglomerado urbano ou não, vila, bairro, ou cidade.
De acordo com pesquisas, o Brasil está em sétimo lugar no ranking de mortes de pessoas por inundações. Isso se dá principalmente devido ao desenvolvimento urbano desorganizado, desigualdade social e a falta de prevenção e adaptação para lidar com eventos climáticos extremos.

## Histórico

Enchente na Rua Benedito Hipólito, Rio de Janeiro (RJ), em 1951.

Com a urbanização do Brasil, muitas famílias deixaram as áreas rurais e foram morar nas cidades, iniciando-se um processo de grandes ocupações de áreas que ao longo do tempo foram se transformando em diversas aglomerações populacionais. O que motivou as famílias a migrarem foi o exôdo rural, a falta de recursos no campo, as expectativas de melhores condições de vida, a Industrialização e a busca por emprego. O despreparo governamental para com o fenômeno social e a falta de infra-estrutura encontrada nas cidades foi crucial para que gerassem problemas de grandes proporções. A falta de planejamento governamental no Brasil foi e continua sendo uma das situações da realidade que agravam os principais problemas das grandes cidades.
Nas últimas décadas foi alarmante as inúmeras tragédias relacionadas com desastres naturais. Por mais intenso que sejam os fenômenos, a falta e as más condições da infraestrutura no país faz com que acentue e agravem ainda mais os problemas a serem enfrentados. Praticamente todas as regiões do Brasil já sofreram com as inundações. Fortes precipitações, somadas à realidade brasileira, trazem muitos problemas.

## Problemas

### Problemas geográficos
Muitos dos problemas em questão, é o fato das regiões brasileiras serem estrategicamente vulnerável a esse tipo de fenômeno, seja por topografia, hidrografia ou clima, como é o caso da Região Serrada do Rio de Janeiro. O processo de urbanização, em grande parte, acentua o problema devido a transformação profunda do ambiente natural. Diversos impactos ambientais são causados porque há a supressão de vegetação, impermeabilização do solo e canalização de rios.

### Problemas sociais

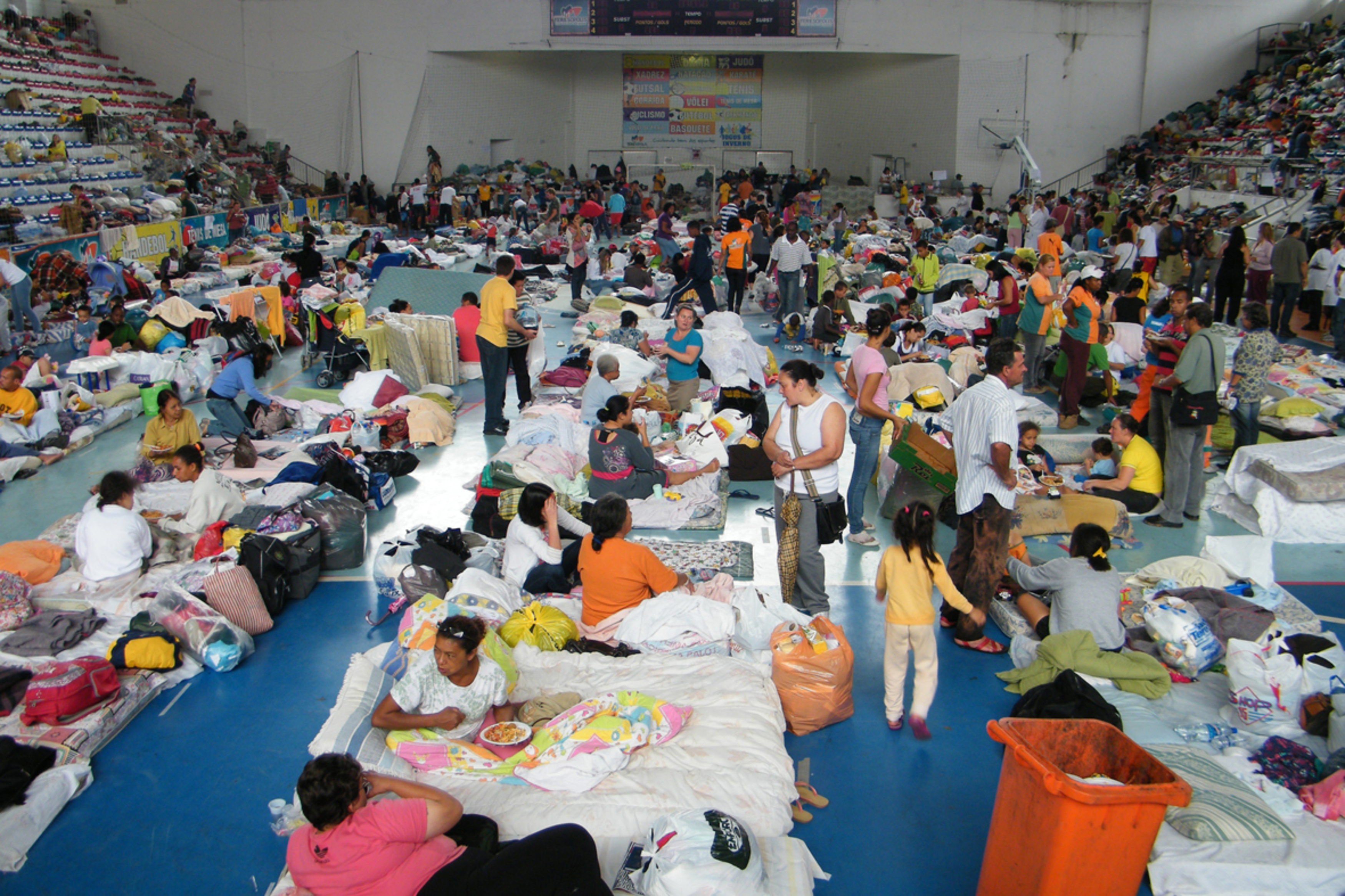
Abrigo improvisado em um ginásio, para famílias desabrigadas em Teresópolis (RJ) em 2011.

Muitos problemas a sociedade brasileira tem que enfrentar, como por exemplo, quando ocorre uma inundação, bairros inteiros ficam ilhados, muitas pessoas tem que deixar suas residências, falta distribuição de energia e alimentos, e, em relação a saúde ocorre risco de infectologia, já as escolas suspendem as aulas e o patrimônio cultural, como igrejas histórias e museus, sofre danos, ondem a sociedade perde suas memórias e histórias locais. A desigualdade social coloca a população mais vulnerável em locais mais propícios a mais ocorrências desses problemas.

### Problemas político-econômicos

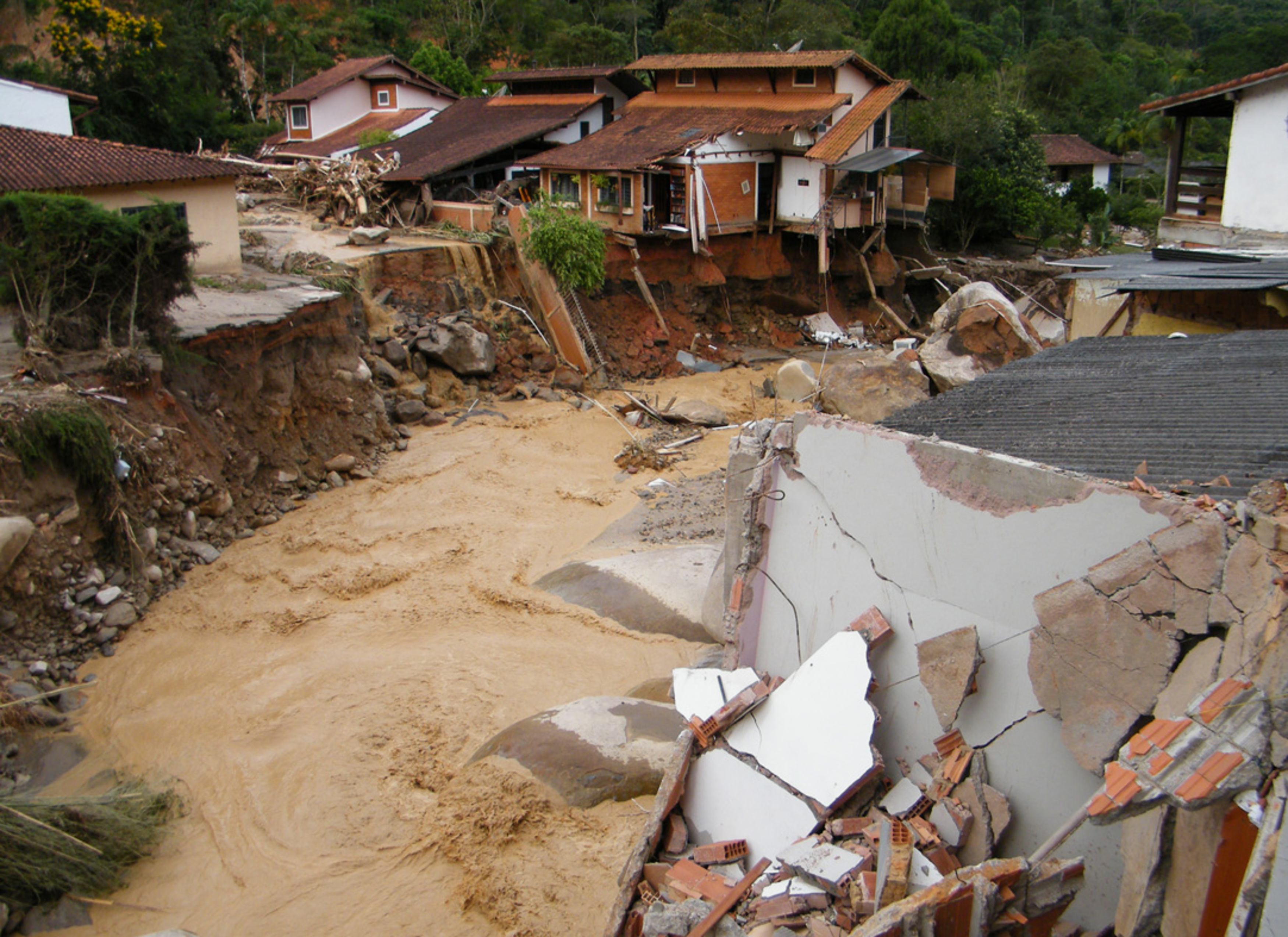
Teresópolis (RJ) em 2011.

De forma geral, o Estado brasileiro costuma agir após os desastres, e não nas medidas de prevenção, o que torna os custos mais elevados. Os eventos climáticos tem trazidos diversos prejuízos materiais, como é o caso das inundações do Rio Grande do Sul em 2024 que registrou inúmeros sinistros. Com o aumento da frequência das ocorrências dos eventos, aumentou-se também a procura por seguros.

## Consequências
Os principais impactos sobre a população são:
- Prejuízos de perdas materiais e humanas
- Interrupção da atividade econômica das áreas inundadas
- Contaminação por doenças de veiculação hídrica como leptospirose, cólera, entre outros
- Contaminação da água pela inundação de depósitos de material tóxico, estações de tratamentos entre outros

## Prevenções

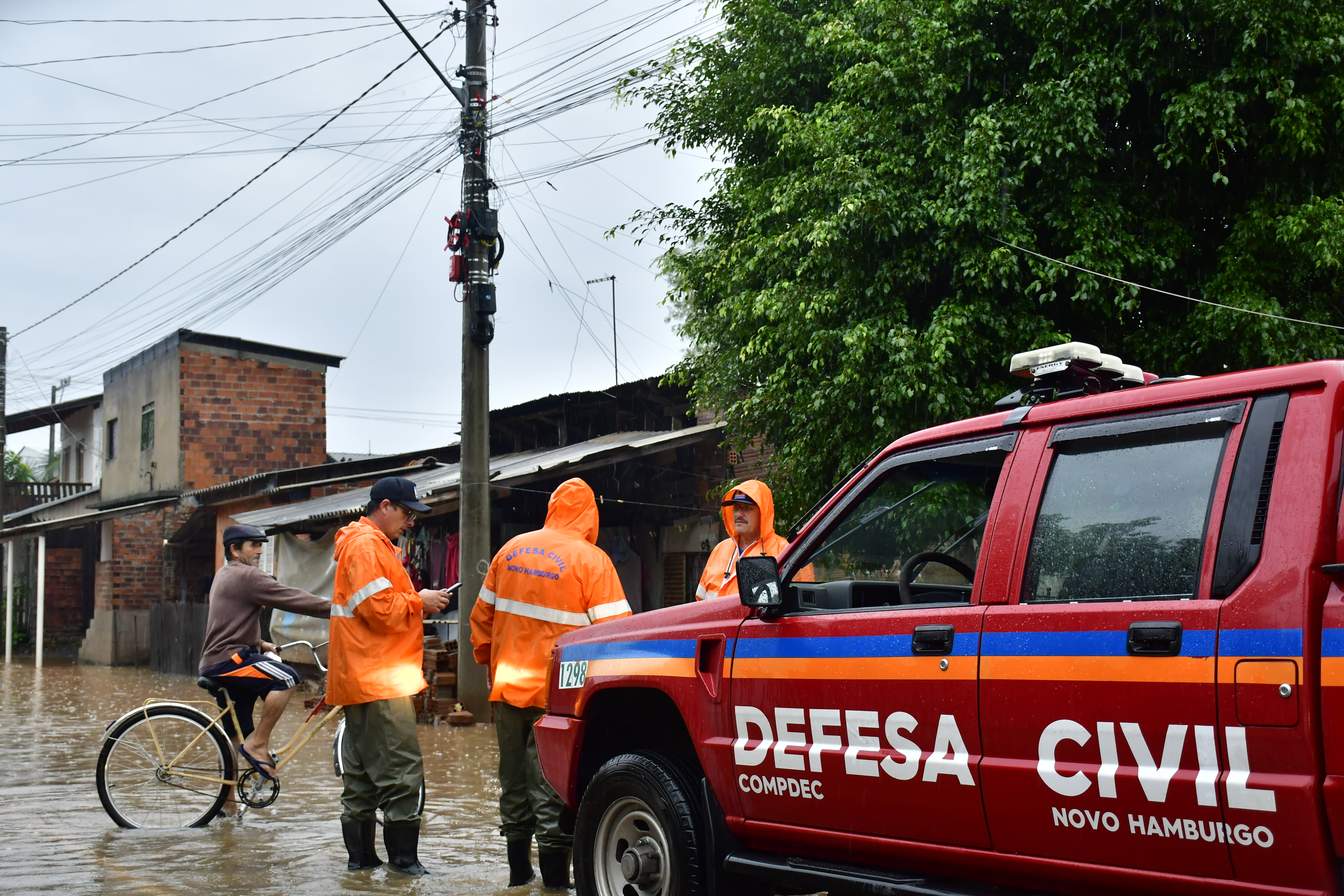
Agentes da Defesa Civil do município de Novo Hamburgo (RS).

O fato dos fenômenos naturais atingiram diversas partes do Brasil, estão relacionadas com o despreparado da sociedade em enfrentar esses tipos de situações. Mesmo com o inevitável, estudos indicam que é possível amenizar os impactos sofridos, precavendo os acontecimentos com a ajuda da tecnologia, preparando a população para agir durante os períodos submetidos, investindo em informação, treinamento e conscientização nas comunidades.